# David Grondin
David Grondin (ur. 8 maja 1980 w Juvisy-sur-Orge) – francuski piłkarz występujący na pozycji pomocnika. Obecnie reprezentuje barwy belgijskiego RAEC Mons.

## Kariera
Grondin swą karierę zaczął w AS Saint-Étienne, zaś później reprezentował Arsenal (gdzie raz wystąpił w Premier League, dwa razy w Curling Cup oraz jeden w Lidze Mistrzów), AS Cannes (na wypożyczeniu), KSK Beveren (na wypożyczeniu), Dunfermline Athletic (na wypożyczeniu, później zaś na stałe) i Stade Brestois 29. 6 sierpnia 2009 RAEC Mons zakupiło francuskiego skrzydłowego z KV Mechelen i podpisało z nim kontrakt na jeden sezon.